# Rita Gombrowicz
Pour les articles homonymes, voir Gombrowicz (homonymie).
Rita Gombrowicz (née le 28 novembre 1934 à Pierrefonds au Canada) est une chercheuse en littérature d'origine canadienne. Elle est la veuve de l'écrivain polonais Witold Gombrowicz.

## Biographie
Rita Gombrowicz, née Labrosse, est la fille d'un fermier canadien qui provint d'une famille originaire de la Normandie et de la Bourgogne. Après ses années scolaires passées dans un internat catholique, elle entame des études littéraires à l'Université de Montréal, qu'elle poursuivra ensuite à la Sorbonne à Paris et à l'Université Nice-Aix-en-Provence où elle soutient sa thèse de doctorat sur Colette en mai 1968.
Au mois de mai 1964, lors d'un colloque à l'Abbaye de Royaumont, elle rencontre l'écrivain polonais Witold Gombrowicz qui lui demande de devenir sa secrétaire. La même année, le 22 octobre, elle s'installe avec Witold Gombrowicz à Vence dans la Villa Alexandrine, située au 36, place du Grand-Jardin (où est créée en septembre 2017, au deuxième étage, l'Espace muséal Gombrowicz) et où ils se marient le 28 décembre 1968.
Après la mort de Witold, Rita Gombrowicz vit pendant sept ans à Milan. Aujourd'hui, installée à Paris, elle se consacre à l'œuvre de son mari qui est traduite en 40 langues.
En 2007, la ville de Lublin en Pologne attribue à Rita Gombrowicz le titre de citoyenne d'honneur.

## Œuvre (extraits)
- Gombrowicz en Argentine. Témoignages et documents 1939−1963. Éditions Denoël, Paris 1984 (1987 édition en langue polonaise)
- Gombrowicz en Europe. Témoignages et documents 1963−1969. Éditions Denoël, Paris 1988
- Gombrowicz en Argentine. Témoignages et documents 1939−1963. Éditions Noir sur Blanc, Paris 2004 (édition revue et augmentée)